# The Incredible Shrinking Man
The Incredible Shrinking Man (en España, El increíble hombre menguante; en Hispanoamérica, El hombre increíble) es una película estadounidense de 1957. La película es una adaptación de la novela El hombre menguante (The Shrinking Man) de Richard Matheson.

## Sinopsis
Scott Carey (Grant Williams) está con su esposa (Randy Stuart) pasando un agradable día en un barco prestado. De repente se acerca una especie de niebla radiactiva y es cubierto por ella. Sin saberlo, esta le provoca problemas de estatura y peso.
Pasan los meses y descubre que todo su cuerpo está empequeñeciendo, por lo que es sometido a multitud de pruebas, con las que llega a la conclusión de que la niebla es la causante de su cambio de tamaño.
Después de poco tiempo su cuerpo se ve reducido a pocos centímetros, lo cual cambia su carácter y su vida.
Durante el film, Scott Carey trata de superar los problemas que acarrea su pequeño tamaño, antes desconocidos para él. Esta película pone en el centro de su metáfora la inevitable pregunta que se hace el hombre frente a la adversidad: "Quién soy". La solución del protagonista es adaptarse a su nueva realidad, sobrevivir a pesar de todo. Scott Carey comprende la necesidad de trascender sus creencias, obligado a adaptar su mapa mental y enfrentarse a los peligros desde una nueva dimensión.

## Reparto
- Grant Williams: Scott Carey.
- Randy Stuart: Louise Carey.
- April Kent: Clarice.
- Paul Langton: Charley Carey.
- Raymond Bailey: el doctor Thomas Silver.
- William Scharllert: el doctor Arthur Bramson.
- Billy Curtis: Midget.

## Recepción
La película recibió muy buenas críticas, convirtiéndose en un éxito multimillonario. Recibió un total de 21 críticas en Rotten Tomatoes, de las cuales el 90% eran positivas.

## Secuelas
Richard Matheson escribió el guion de Fantastic Little Girl, una película la cual nunca se produjo, pero en 2006 Gauntlet Press publicó una novela en una colección titulada Unrealized Dreams.
En 2010, Universal Pictures e Imagine Entertainment quedaron en producir otra comedia protagonizada por Eddie Murphy. La película estuvo un tiempo estancada, y en febrero de 2013, Metro-Goldwyn-Mayer anunció el desarrollo de una nueva adaptación con Richard Matheson como guionista con su hijo Richard Matheson, Jr., pero debido a que falleció en junio de 2013, nadie sabe qué sucederá con el guion o con la película en sí.